# Compilation of Final Fantasy VII
Compilation of Final Fantasy VII est un projet de Square Enix constitué de jeux vidéo et de films basés sur l'univers de Final Fantasy VII, prolongeant ainsi les développements de l'histoire du jeu.

## Histoire

### Prémices
À la suite d'une interview de Yoshinori Kitase dans le magazine Dori-Maga fin 2002, où il laisse entrevoir la possibilité de nouveaux produits basés sur l'univers de Final Fantasy VII, internet s'empare de l'affaire et fait gonfler la rumeur en spéculant sur le développement d'un Final Fantasy VII-2.

## Composition

### Jeux
- Before Crisis: Final Fantasy VII : jeu sur téléphone portable japonais retraçant l'histoire des protagonistes de la Shinra six ans avant le jeu ; on y retrouve Cloud Strife et ses acolytes sous forme de personnages secondaires.
- Dirge of Cerberus: Final Fantasy VII : jeu de shoot avec des éléments de RPG développé pour la PlayStation 2, mettant en vedette Vincent Valentine et prenant place un an après les événements de Advent Children.
- Dirge of Cerberus Lost Episode: Final Fantasy VII
- Crisis Core: Final Fantasy VII : jeu sur PlayStation Portable (PSP) racontant le passé de Zack, Sephiroth, et d'autres personnages, sept ans avant l'histoire du jeu original.
- Final Fantasy VII: The First Soldier : jeu battle royale free-to-play sur iOS et Android[2].
- Final Fantasy VII: Ever Crisis : jeu sur iOS et Android

### Films
- Final Fantasy VII: Advent Children : film en images de synthèse développé comme suite de Final Fantasy VII. Advent Children suit le héros Cloud Strife deux ans après la conclusion du jeu original. Il a été développé pour une sortie sur DVD et sur Universal Media Disc (UMD) pour la PlayStation Portable (PSP). En 2009, le film est réédité au format Blu-ray sous le nom de Final Fantasy VII: Advent Children Complete. Quelques corrections ont été apportées au niveau esthétique, certaines scènes se sont vues remaniées, et surtout, près de trente minutes de scénario ont été ajoutées à la version originale.
- Last Order: Final Fantasy VII : court métrage d'animation qui reprend certains passages du jeu présents sous forme de cinématiques et ajoute quelques scènes supplémentaires, lors de la fuite de Cloud et Zack vers Midgar.
- On the Way to a Smile - Episode Denzel: Final Fantasy VII  : court métrage d'animation qui reprend certaines scènes du jeu vidéo et du film Advent Children, racontant l'histoire du point de vue de Denzel.

### Livre
- On the Way to a Smile : série de nouvelles écrites par Kazushige Nojima, qui raconte les événements survenus à la suite du jeu Final Fantasy VII et avant le film Final Fantasy VII: Advent Children.